# 949 Hel
949 Hel este un asteroid din centura principală, descoperit pe 11 martie 1921, de Max Wolf.